# Velika nagrada Tunisa 1935
Velika nagrada Tunisa 1935 je bila neprvenstvena dirka za Veliko nagrado v sezoni 1935. Odvijala se je 5. maja 1935 v mestu tunizijskem mestu Kartagina v italijanski organizaciji.

## Poročilo

### Pred dirko
Dvakratni zmagovalec dirke Achille Varzi si je zelo želel nastopiti na tej dirki, toda Auto Unionov novi dirkalnik Auto Union Typ B še ni bil nared. Varzi je uspel prepričati moštvo, da je poslalo nadgrajen lanski dirkalnik Auto Union Typ A zanj. Nepričakovane težave so se pojavile, ko je želel Varzi svojo plačo v lirah, nova nacistična ekonomska policija pa je zelo oteževala odnašanje denarja iz Nemčije. Odločili so se, da bo Varzi nastopil kot privatni dirkač in sam dobil štartnino in denarno nagrado, toda v zadnjem trenutku so se Nemci premislili in Varzi je bil prijavljen kot dirkač tovarniškega moštva. Prvi dirkač moštva Hans Stuck ni bil navdušen nad tem, kako je njegovo moštvo začelo sezono. Scuderia Subalpina in Gino Rovere sta se udeležila dirke z dirkalniki Maserati 6C-34, Scuderia Ferrari pa z dirkalniki Alfa Romeo P3. Tazio Nuvolari naj bi nastopil z novim dirkalnikom Alfa Romeo Bi-motore, ki pa je povzročal težave s preveliko obrabo pnevmatik, zato je tudi prvi Ferrarijev dirkač nastopil z dirkalnikom P3, ki pa so mu povečali kapaciteto motorja na 3,2 L.

### Dirka
Ponovno je na tej dirki Varzi dirkal v svojem razredu in z lahkoto zmagal s skoral štiriminutno prednostjo Jeanom-Pierrom Wimillom. Motil ga je le močan bočni veter na hitrih delih steze. Nuvolari je držal drugo mesto do odstopa v petem krogu zaradi okvare motorja. Goffredo Zehender je svoj dirkalnikom 6C-34 raztreščil že v drugem krogu, toda Philippe Étancelin in Giuseppe Farina sta z njim dosegla tretje oziroma peto mesto. Najboljši Ferrarijev dirkač je bil Gianfranco Comotti le na četrtem mestu.

## Rezultati

### Dirka
| Poz | Št | Dirkač              | Moštvo                      | Dirkalnik        | Krogi | Čas/Odstop  | Št. m. |
| --- | -- | ------------------- | --------------------------- | ---------------- | ----- | ----------- | ------ |
| 1   | 34 | Achille Varzi       | Auto Union                  | Auto Union A     | 40    | 3:05:40,2   | 1      |
| 2   | 36 | Jean-Pierre Wimille | Automobiles Ettore Bugatti  | Bugatti T59      | 40    | + 3:49,6    | 2      |
| 3   | 8  | Philippe Étancelin  | Scuderia Subalpina          | Maserati 6C-34   | 38    | +2 kroga    | 4      |
| 4   | 6  | Gianfranco Comotti  | Scuderia Ferrari            | Alfa Romeo P3    | 37    | +3 krogi    | 7      |
| 5   | 40 | Giuseppe Farina     | Gino Rovere                 | Maserati 6C-34   | 35    | +5 krogov   | 9      |
| 6   | 20 | Raymond Chambost    | Ecurie Girod                | Maserati 8CM     | 35    | +5 krogov   | 11     |
| 7   | 48 | Laszlo Hartmann     | Privatnik                   | Maserati 8CM     | 34    | +6 krogov   | 16     |
| 8   | 32 | Raph                | Privatnik                   | Alfa Romeo P3    | 32    | +8 krogov   | 19     |
| Ods | 10 | Eugenio Siena       | Scuderia Subalpina          | Maserati 8CM     | 27    | Vzmetenje   | 8      |
| Ods | 12 | Pietro Ghersi       | Scuderia Subalpina          | Alfa Romeo P3    | 26    | Menjalnik   | 14     |
| Ods | 16 | Raymond Sommer      | Privatnik                   | Alfa Romeo P3    | 24    | Sklopka     | 6      |
| Ods | 18 | Renato Balestrero   | Gruppo Genovese San Giorgio | Maserati 8CM     | 16    | Trčenje     | 17     |
| Ods | 24 | Luigi Soffietti     | Privatnik                   | Maserati 8CM     | 13    | Pnevmatika  | 10     |
| Ods | 26 | Benoît Falchetto    | Ecurie Braillard            | Maserati 8CM     | 10    | Diferencial | 22     |
| Ods | 28 | Maurice Mablot      | Privatnik                   | Bugatti T51      | 8     | Motor       | 21     |
| Ods | 30 | Ferdinando Barbieri | Privatnik                   | Alfa Romeo P3    | 8     | Menjalnik   | 12     |
| Ods | 44 | Pierre Rey          | Privatnik                   | Bugatti T51      | 6     | Kolo        | 20     |
| Ods | 50 | André Février       | Privatnik                   | Bugatti T5135C   | 5     |             | 18     |
| Ods | 4  | Tazio Nuvolari      | Scuderia Ferrari            | Alfa Romeo P3    | 5     | Motor       | 2      |
| Ods | 22 | Robert Brunet       | Ecurie Braillard            | Maserati 8CM     | 2     | Meh. okvara | 15     |
| Ods | 42 | Juan Zanelli        | Privatnik                   | Alfa Romeo Monza | 1     | Motor       | 13     |
| Ods | 24 | Goffredo Zehender   | Scuderia Subalpina          | Maserati 6C-34   | 1     | Trčenje     | 5      |